# Heerstraße
La Heerstraße è un'importante strada radiale di Berlino. Ha inizio in Theodor-Heuss-Platz, nel quartiere Westend, e si dirige verso ovest, attraversando i quartieri Spandau-Wilhelmstadt e Staaken fino al confine cittadino.
È interamente parte della Bundesstraße 5; il tratto orientale (fino a Wilhelmstraße) è anche parte della Bundesstraße 2.
Fu realizzata nel 1910 come strada militare (Heerstraße significa "Strada dell'esercito"), per collegare la città alla piazza d'armi di Dallgow-Döberitz.
Ampliata negli anni trenta come parte dell'asse est-ovest progettato da Albert Speer, è stata ulteriormente ricostruita negli anni sessanta come asse di traffico, eliminando la linea tramviaria che la percorreva.
Lambisce l'Olympiastadion e il Corbusierhaus realizzata in occasione dell'Interbau del 1957. Attraversa il fiume Havel su un alto terrapieno, in un paesaggio boscoso.